# Ellen Bollansée
Ellen Bollansée es una deportista belga que compitió en ciclismo en la modalidad de BMX. Ganó una medalla de plata en el Campeonato Mundial de Ciclismo BMX de 2000 y dos medallas de oro en el Campeonato Europeo de Ciclismo BMX, en los años 1999 y 2000.

## Palmarés internacional
| Campeonato Mundial | Campeonato Mundial          | Campeonato Mundial | Campeonato Mundial |
| Año                | Lugar                       | Medalla            | Competición        |
| ------------------ | --------------------------- | ------------------ | ------------------ |
| 2000               | Córdoba (Argentina)         | Medalla de plata   | Carrera            |
| Campeonato Europeo |                             |                    |                    |
| Año                | Lugar                       | Medalla            | Competición        |
| 1999               | Valkenswaard (Países Bajos) | Medalla de oro     | Carrera            |
| 2000               | Mandeure (Francia)          | Medalla de oro     | Carrera            |